# Baguette
La baguette (termine francese, pronunciato [baˈɡɛt]; bacchetta in italiano), in italiano bagetta, francesin o pan franse, è un tipo di pane dalla forma allungata e dalla crosta croccante, originario della Francia. 

## Storia
La baguette deriva dalle forme di pane nate a Vienna alla metà del XIX secolo, quando si iniziarono a usare i forni a vapore, che favorivano la formazione della crosta croccante. Venne adottata in Francia nell'ottobre del 1920, quando una legge vietò ai fornai di lavorare prima delle quattro, rendendo impossibile realizzare le tradizionali pagnotte rotonde in tempo per le colazioni dei clienti: la baguette risolse il problema perché poteva essere preparata e infornata molto più velocemente. Nel 2022 viene inserita dall'UNESCO nella Lista rappresentativa del patrimonio culturale immateriale dell'umanità.

## Caratteristiche

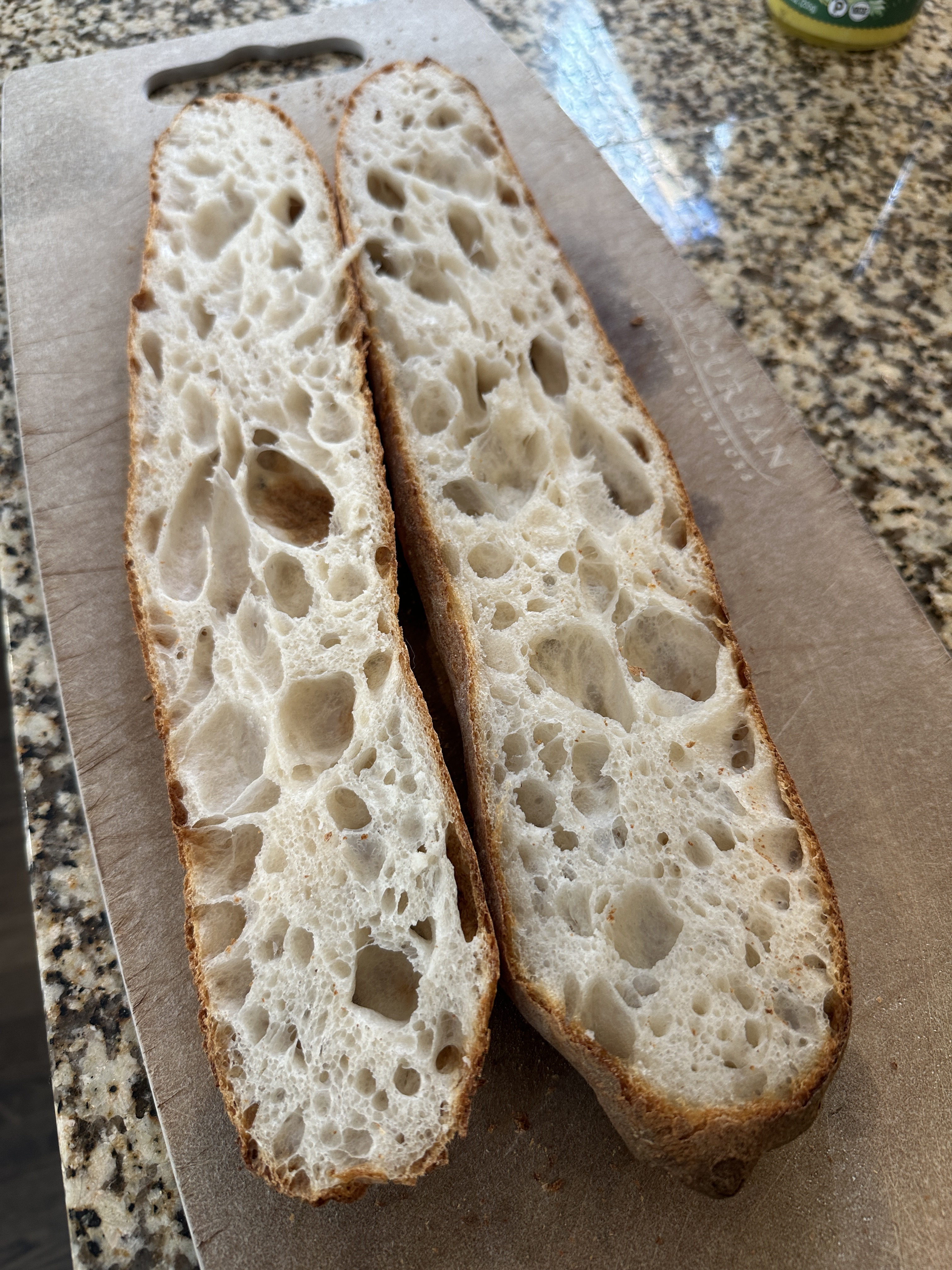

La baguette classica è larga 5 o 6 cm e alta 3 o 4; di solito lunga circa 65 centimetri e con un peso di circa 250 grammi. È caratterizzata da solchi obliqui incisi sulla superficie. Le baguette più corte sono spesso usate per fare i panini, oppure vengono tagliate a fette e servite con formaggio fresco o pâté.
Le baguette sono considerate nell'immaginario collettivo uno dei prodotti culinari distintivi della Francia, specialmente di Parigi, ma sono reperibili in tutto il mondo.

## Aspetti legislativi francesi
Le leggi francesi del cibo definiscono come "pane della tradizione francese" un prodotto avente come ingredienti solamente acqua, farina, lievito (di birra o pasta madre) e sale. L'aggiunta di qualsiasi altro ingrediente inibisce l'uso di tale denominazione.